# Copa Libertadores 1995
La Copa Libertadores 1995 fue la trigésima sexta edición del torneo de clubes más importante de América del Sur, organizado por la Confederación Sudamericana de Fútbol, en la que participaron equipos de diez países sudamericanos: Argentina, Bolivia, Brasil, Chile, Colombia, Ecuador, Paraguay, Perú, Uruguay y Venezuela.
El campeón fue Grêmio de Brasil, que alcanzó de esta manera su segundo título en la competición. Por ello, disputó la Copa Intercontinental 1995 ante Ajax de los Países Bajos y la Recopa Sudamericana 1996 frente a Independiente de Argentina. Se clasificó, también, a los octavos de final de la Copa Libertadores 1996, y a la Copa de Oro Nicolás Leoz 1996. Como campeón, debió haber disputado también la Copa Interamericana 1997, pero al desistir de participar, su lugar acabó siendo tomado por su rival en la final, Atlético Nacional de Colombia.
Desde esta edición, comenzaron a otorgarse tres puntos por partido ganado.

## Formato
El campeón vigente accedió de manera directa a las fases finales, mientras que los 20 equipos restantes disputaron la Fase de grupos. En ella, los clubes fueron divididos en cinco grupos de 4 equipos cada uno de acuerdo a sus países de origen, de manera que los dos representantes de una misma asociación nacional debían caer en la misma zona. Los tres primeros de cada uno de los cinco grupos clasificaron a los octavos de final, en donde se les unió el campeón vigente, iniciándose a partir de esta instancia el sistema de eliminación directa, que pasó posteriormente por los cuartos de final, las semifinales y la final, en la que se declaró al campeón.
|                             |                             | Equipos que entran en esta fase                                                                          | Equipos que provienen de la fase anterior                                                                                     |
| --------------------------- | --------------------------- | --- | --- |
| Fase de grupos (20 equipos) | Fase de grupos (20 equipos) | - 2 equipos de Argentina, Bolivia, Brasil, Chile, Colombia, Ecuador, Paraguay, Perú, Uruguay y Venezuela | |
| Fases finales (16 equipos)  | Fases finales (16 equipos)  | - 1 equipo, campeón de la Copa Libertadores 1994                                                         | - 5 equipos primeros de la Fase de grupos - 5 equipos segundos de la Fase de grupos - 5 equipos terceros de la Fase de grupos |

## Equipos participantes
En cursiva los equipos debutantes en el torneo.
| País                                | Equipo                                    | Vía de clasificación |
| ----------------------------------- | ----------------------------------------- | --- |
| Argentina 2 cupos + campeón vigente | Vélez Sarsfield River Plate Independiente | Campeón de la Copa Libertadores 1994 Campeón del Torneo Apertura 1993 Campeón del Torneo Clausura 1994                      |
| Bolivia 2 cupos                     | Bolívar Jorge Wilstermann                 | Campeón del Campeonato de Primera División 1994 Subcampeón del Campeonato de Primera División 1994                          |
| Brasil 2 cupos                      | Palmeiras Grêmio                          | Campeón del Campeonato Brasileño de 1994 Campeón de la Copa de Brasil 1994                                                  |
| Chile 2 cupos                       | Universidad de Chile Universidad Católica | Campeón del Campeonato de Primera División 1994 Ganador de la Liguilla Pre-Libertadores 1994                                |
| Colombia 2 cupos                    | Atlético Nacional Millonarios             | Campeón del Campeonato Colombiano 1994 Subcampeón del Campeonato Colombiano 1994                                            |
| Ecuador 2 cupos                     | Emelec El Nacional                        | Campeón del Campeonato Ecuatoriano de 1994 Subcampeón del Campeonato Ecuatoriano de 1994                                    |
| Paraguay 2 cupos                    | Cerro Porteño Olimpia                     | Campeón del Campeonato Paraguayo de 1994 Subcampeón del Campeonato Paraguayo de 1994                                        |
| Perú 2 cupos                        | Sporting Cristal Alianza Lima             | Campeón del Campeonato Descentralizado 1994 Ganador de la Liguilla Pre-Libertadores 1995                                    |
| Uruguay 2 cupos                     | Peñarol Cerro                             | 1.º puesto de la Liguilla Pre-Libertadores de América de 1994 2.º puesto de la Liguilla Pre-Libertadores de América de 1994 |
| Venezuela 2 cupos                   | Caracas Trujillanos                       | Campeón de la Primera División Venezolana 1993-94 Subcampeón de la Primera División Venezolana 1993-94                      |

### Distribución geográfica de los equipos
Distribución geográfica de las sedes de los equipos participantes:

## Fase de grupos

### Grupo 1
| Equipo        | Pts. | PJ | PG | PE | PP | GF | GC | DG |
| ------------- | ---- | -- | -- | -- | -- | -- | -- | -- |
| River Plate   | 12   | 6  | 3  | 3  | 0  | 11 | 3  | 8  |
| Peñarol       | 9    | 6  | 2  | 3  | 1  | 9  | 7  | 2  |
| Independiente | 7    | 6  | 2  | 1  | 3  | 5  | 7  | –2 |
| Cerro         | 4    | 6  | 1  | 1  | 4  | 5  | 13 | –8 |

| \| Fecha \| Lugar \| Local \| Resultado \| Visitante \| \| ------------- \| ------------ \| ------------- \| --------- \| ------------- \| \| 19 de febrero \| Avellaneda \| Independiente \| 1:1 \| River Plate \| \| 19 de febrero \| Montevideo \| Peñarol \| 3:3 \| Cerro \| \| 22 de febrero \| Montevideo \| Peñarol \| 1:2 \| Independiente \| \| 23 de febrero \| Montevideo \| Cerro \| 0:1 \| River Plate \| \| 8 de marzo \| Montevideo \| Peñarol \| 1:1 \| River Plate \| \| 9 de marzo \| Montevideo \| Cerro \| 1:0 \| Independiente \| \| 15 de marzo \| Montevideo \| Cerro \| 0:2 \| Peñarol \| \| 29 de marzo \| Buenos Aires \| River Plate \| 2:0 \| Independiente \| \| 13 de abril \| Buenos Aires \| River Plate \| 5:0 \| Cerro \| \| 14 de abril \| Avellaneda \| Independiente \| 0:1 \| Peñarol \| \| 19 de abril \| Buenos Aires \| River Plate \| 1:1 \| Peñarol \| \| 20 de abril \| Avellaneda \| Independiente \| 2:1 \| Cerro \| |              |               |           |               |
| Fecha | Lugar        | Local         | Resultado | Visitante     |
| 19 de febrero | Avellaneda   | Independiente | 1:1       | River Plate   |
| 19 de febrero | Montevideo   | Peñarol       | 3:3       | Cerro         |
| 22 de febrero | Montevideo   | Peñarol       | 1:2       | Independiente |
| 23 de febrero | Montevideo   | Cerro         | 0:1       | River Plate   |
| 8 de marzo | Montevideo   | Peñarol       | 1:1       | River Plate   |
| 9 de marzo | Montevideo   | Cerro         | 1:0       | Independiente |
| 15 de marzo | Montevideo   | Cerro         | 0:2       | Peñarol       |
| 29 de marzo | Buenos Aires | River Plate   | 2:0       | Independiente |
| 13 de abril | Buenos Aires | River Plate   | 5:0       | Cerro         |
| 14 de abril | Avellaneda   | Independiente | 0:1       | Peñarol       |
| 19 de abril | Buenos Aires | River Plate   | 1:1       | Peñarol       |
| 20 de abril | Avellaneda   | Independiente | 2:1       | Cerro         |

### Grupo 2
| Equipo        | Pts. | PJ | PG | PE | PP | GF | GC | DG  |
| ------------- | ---- | -- | -- | -- | -- | -- | -- | --- |
| Cerro Porteño | 14   | 6  | 4  | 2  | 0  | 16 | 6  | 10  |
| Olimpia       | 12   | 6  | 3  | 3  | 0  | 16 | 7  | 9   |
| Caracas       | 6    | 6  | 2  | 0  | 4  | 8  | 18 | –10 |
| Trujillanos   | 1    | 6  | 0  | 1  | 5  | 8  | 17 | –9  |

| \| Fecha \| Lugar \| Local \| Resultado \| Visitante \| \| ------------- \| -------- \| ------------- \| --------- \| ------------- \| \| 15 de febrero \| Valera \| Trujillanos \| 1:3 \| Caracas \| \| 15 de febrero \| Asunción \| Olimpia \| 1:1 \| Cerro Porteño \| \| 21 de febrero \| Asunción \| Olimpia \| 5:0 \| Caracas \| \| 24 de febrero \| Asunción \| Cerro Porteño \| 2:1 \| Caracas \| \| 28 de febrero \| Valera \| Trujillanos \| 2:2 \| Olimpia \| \| 3 de marzo \| Caracas \| Caracas \| 1:2 \| Olimpia \| \| 21 de marzo \| Asunción \| Cerro Porteño \| 2:2 \| Olimpia \| \| 22 de marzo \| Caracas \| Caracas \| 3:2 \| Trujillanos \| \| 28 de marzo \| Valera \| Trujillanos \| 1:2 \| Cerro Porteño \| \| 31 de marzo \| Caracas \| Caracas \| 0:6 \| Cerro Porteño \| \| 4 de abril \| Asunción \| Olimpia \| 4:1 \| Trujillanos \| \| 7 de abril \| Asunción \| Cerro Porteño \| 3:1 \| Trujillanos \| |          |               |           |               |
| Fecha | Lugar    | Local         | Resultado | Visitante     |
| 15 de febrero | Valera   | Trujillanos   | 1:3       | Caracas       |
| 15 de febrero | Asunción | Olimpia       | 1:1       | Cerro Porteño |
| 21 de febrero | Asunción | Olimpia       | 5:0       | Caracas       |
| 24 de febrero | Asunción | Cerro Porteño | 2:1       | Caracas       |
| 28 de febrero | Valera   | Trujillanos   | 2:2       | Olimpia       |
| 3 de marzo | Caracas  | Caracas       | 1:2       | Olimpia       |
| 21 de marzo | Asunción | Cerro Porteño | 2:2       | Olimpia       |
| 22 de marzo | Caracas  | Caracas       | 3:2       | Trujillanos   |
| 28 de marzo | Valera   | Trujillanos   | 1:2       | Cerro Porteño |
| 31 de marzo | Caracas  | Caracas       | 0:6       | Cerro Porteño |
| 4 de abril | Asunción | Olimpia       | 4:1       | Trujillanos   |
| 7 de abril | Asunción | Cerro Porteño | 3:1       | Trujillanos   |

### Grupo 3
| Equipo               | Pts. | PJ | PG | PE | PP | GF | GC | DG |
| -------------------- | ---- | -- | -- | -- | -- | -- | -- | -- |
| Millonarios          | 10   | 6  | 3  | 1  | 2  | 11 | 8  | 3  |
| Atlético Nacional    | 9    | 6  | 2  | 3  | 1  | 5  | 4  | 1  |
| Universidad Católica | 7    | 6  | 2  | 1  | 3  | 10 | 14 | –4 |
| Universidad de Chile | 7    | 6  | 2  | 1  | 3  | 7  | 7  | 0  |

| \| Fecha \| Lugar \| Local \| Resultado \| Visitante \| \| ------------- \| -------- \| -------------------- \| --------- \| -------------------- \| \| 10 de febrero \| Santiago \| Universidad de Chile \| 4:1 \| Universidad Católica \| \| 14 de febrero \| Medellín \| Atlético Nacional \| 0:0 \| Millonarios \| \| 21 de febrero \| Bogotá \| Millonarios \| 5:1 \| Universidad Católica \| \| 24 de febrero \| Medellín \| Atlético Nacional \| 3:1 \| Universidad Católica \| \| 7 de marzo \| Bogotá \| Millonarios \| 1:0 \| Universidad de Chile \| \| 10 de marzo \| Medellín \| Atlético Nacional \| 1:0 \| Universidad de Chile \| \| 15 de marzo \| Santiago \| Universidad Católica \| 2:0 \| Universidad de Chile \| \| 15 de marzo \| Bogotá \| Millonarios \| 2:0 \| Atlético Nacional \| \| 21 de marzo \| Santiago \| Universidad Católica \| 4:1 \| Millonarios \| \| 24 de marzo \| Santiago \| Universidad de Chile \| 3:2 \| Millonarios \| \| 4 de abril \| Santiago \| Universidad Católica \| 1:1 \| Atlético Nacional \| \| 7 de abril \| Santiago \| Universidad de Chile \| 0:0 \| Atlético Nacional \| |          |                      |           |                      |
| Fecha | Lugar    | Local                | Resultado | Visitante            |
| 10 de febrero | Santiago | Universidad de Chile | 4:1       | Universidad Católica |
| 14 de febrero | Medellín | Atlético Nacional    | 0:0       | Millonarios          |
| 21 de febrero | Bogotá   | Millonarios          | 5:1       | Universidad Católica |
| 24 de febrero | Medellín | Atlético Nacional    | 3:1       | Universidad Católica |
| 7 de marzo | Bogotá   | Millonarios          | 1:0       | Universidad de Chile |
| 10 de marzo | Medellín | Atlético Nacional    | 1:0       | Universidad de Chile |
| 15 de marzo | Santiago | Universidad Católica | 2:0       | Universidad de Chile |
| 15 de marzo | Bogotá   | Millonarios          | 2:0       | Atlético Nacional    |
| 21 de marzo | Santiago | Universidad Católica | 4:1       | Millonarios          |
| 24 de marzo | Santiago | Universidad de Chile | 3:2       | Millonarios          |
| 4 de abril | Santiago | Universidad Católica | 1:1       | Atlético Nacional    |
| 7 de abril | Santiago | Universidad de Chile | 0:0       | Atlético Nacional    |

Partido desempate
| Fecha       | Lugar    |                      | Resultado |                      |
| ----------- | -------- | -------------------- | --------- | -------------------- |
| 12 de abril | Santiago | Universidad Católica | 4:1       | Universidad de Chile |

### Grupo 4
| Equipo      | Pts. | PJ | PG | PE | PP | GF | GC | DG  |
| ----------- | ---- | -- | -- | -- | -- | -- | -- | --- |
| Palmeiras   | 13   | 6  | 4  | 1  | 1  | 15 | 5  | 10  |
| Grêmio      | 11   | 6  | 3  | 2  | 1  | 12 | 7  | 5   |
| Emelec      | 5    | 6  | 1  | 2  | 3  | 8  | 12 | –4  |
| El Nacional | 4    | 6  | 1  | 1  | 4  | 3  | 14 | –11 |

| \| Fecha \| Lugar \| Local \| Resultado \| Visitante \| \| ------------- \| ------------ \| ----------- \| --------- \| ----------- \| \| 21 de febrero \| São Paulo \| Palmeiras \| 3:2 \| Grêmio \| \| 22 de febrero \| Guayaquil \| Emelec \| 1:1 \| El Nacional \| \| 7 de marzo \| Quito \| El Nacional \| 1:0 \| Palmeiras \| \| 10 de marzo \| Guayaquil \| Emelec \| 1:3 \| Palmeiras \| \| 14 de marzo \| Guayaquil \| Emelec \| 2:2 \| Grêmio \| \| 17 de marzo \| Quito \| El Nacional \| 1:2 \| Grêmio \| \| 22 de marzo \| Porto Alegre \| Grêmio \| 0:0 \| Palmeiras \| \| 22 de marzo \| Quito \| El Nacional \| 0:2 \| Emelec \| \| 28 de marzo \| São Paulo \| Palmeiras \| 2:1 \| Emelec \| \| 31 de marzo \| Porto Alegre \| Grêmio \| 4:1 \| Emelec \| \| 4 de abril \| São Paulo \| Palmeiras \| 7:0 \| El Nacional \| \| 7 de abril \| Porto Alegre \| Grêmio \| 2:0 \| El Nacional \| |              |             |           |             |
| Fecha | Lugar        | Local       | Resultado | Visitante   |
| 21 de febrero | São Paulo    | Palmeiras   | 3:2       | Grêmio      |
| 22 de febrero | Guayaquil    | Emelec      | 1:1       | El Nacional |
| 7 de marzo | Quito        | El Nacional | 1:0       | Palmeiras   |
| 10 de marzo | Guayaquil    | Emelec      | 1:3       | Palmeiras   |
| 14 de marzo | Guayaquil    | Emelec      | 2:2       | Grêmio      |
| 17 de marzo | Quito        | El Nacional | 1:2       | Grêmio      |
| 22 de marzo | Porto Alegre | Grêmio      | 0:0       | Palmeiras   |
| 22 de marzo | Quito        | El Nacional | 0:2       | Emelec      |
| 28 de marzo | São Paulo    | Palmeiras   | 2:1       | Emelec      |
| 31 de marzo | Porto Alegre | Grêmio      | 4:1       | Emelec      |
| 4 de abril | São Paulo    | Palmeiras   | 7:0       | El Nacional |
| 7 de abril | Porto Alegre | Grêmio      | 2:0       | El Nacional |

### Grupo 5
| Equipo            | Pts. | PJ | PG | PE | PP | GF | GC | DG  |
| ----------------- | ---- | -- | -- | -- | -- | -- | -- | --- |
| Sporting Cristal  | 12   | 6  | 3  | 3  | 0  | 15 | 4  | 11  |
| Bolívar           | 9    | 6  | 2  | 3  | 1  | 8  | 5  | 3   |
| Alianza Lima      | 5    | 6  | 1  | 2  | 3  | 10 | 11 | –1  |
| Jorge Wilstermann | 5    | 6  | 1  | 2  | 3  | 6  | 19 | –13 |

| \| Fecha \| Lugar \| Local \| Resultado \| Visitante \| \| ------------- \| ---------- \| ----------------- \| --------- \| ----------------- \| \| 8 de febrero \| La Paz \| Bolívar \| 2:0 \| Jorge Wilstermann \| \| 8 de febrero \| Lima \| Sporting Cristal \| 3:0 \| Alianza Lima \| \| 14 de febrero \| Cochabamba \| Jorge Wilstermann \| 2:1 \| Alianza Lima \| \| 18 de febrero \| La Paz \| Bolívar \| 3:1 \| Alianza Lima \| \| 21 de febrero \| Cochabamba \| Jorge Wilstermann \| 2:2 \| Sporting Cristal \| \| 24 de febrero \| La Paz \| Bolívar \| 1:1 \| Sporting Cristal \| \| 8 de marzo \| Lima \| Alianza Lima \| 1:1 \| Sporting Cristal \| \| 8 de marzo \| Cochabamba \| Jorge Wilstermann \| 1:1 \| Bolívar \| \| 14 de marzo \| Lima \| Alianza Lima \| 6:1 \| Jorge Wilstermann \| \| 17 de marzo \| Lima \| Sporting Cristal \| 7:0 \| Jorge Wilstermann \| \| 21 de marzo \| Lima \| Alianza Lima \| 1:1 \| Bolívar \| \| 24 de marzo \| Lima \| Sporting Cristal \| 1:0 \| Bolívar \| |            |                   |           |                   |
| Fecha | Lugar      | Local             | Resultado | Visitante         |
| 8 de febrero | La Paz     | Bolívar           | 2:0       | Jorge Wilstermann |
| 8 de febrero | Lima       | Sporting Cristal  | 3:0       | Alianza Lima      |
| 14 de febrero | Cochabamba | Jorge Wilstermann | 2:1       | Alianza Lima      |
| 18 de febrero | La Paz     | Bolívar           | 3:1       | Alianza Lima      |
| 21 de febrero | Cochabamba | Jorge Wilstermann | 2:2       | Sporting Cristal  |
| 24 de febrero | La Paz     | Bolívar           | 1:1       | Sporting Cristal  |
| 8 de marzo | Lima       | Alianza Lima      | 1:1       | Sporting Cristal  |
| 8 de marzo | Cochabamba | Jorge Wilstermann | 1:1       | Bolívar           |
| 14 de marzo | Lima       | Alianza Lima      | 6:1       | Jorge Wilstermann |
| 17 de marzo | Lima       | Sporting Cristal  | 7:0       | Jorge Wilstermann |
| 21 de marzo | Lima       | Alianza Lima      | 1:1       | Bolívar           |
| 24 de marzo | Lima       | Sporting Cristal  | 1:0       | Bolívar           |

## Fases finales

### Cuadro de desarrollo
|  | Octavos de final         | Octavos de final         | Octavos de final         | Octavos de final         | Octavos de final         |   |                  | Cuartos de final           | Cuartos de final           | Cuartos de final           | Cuartos de final           | Cuartos de final           |  |             | Semifinales       | Semifinales       | Semifinales       | Semifinales       | Semifinales       |  |                   | Final             | Final             | Final             | Final             | Final             |  |
|  | 25 de abril al 4 de mayo | 25 de abril al 4 de mayo | 25 de abril al 4 de mayo | 25 de abril al 4 de mayo | 25 de abril al 4 de mayo |   |                  | 26 de julio al 2 de agosto | 26 de julio al 2 de agosto | 26 de julio al 2 de agosto | 26 de julio al 2 de agosto | 26 de julio al 2 de agosto |  |             | 9 al 16 de agosto | 9 al 16 de agosto | 9 al 16 de agosto | 9 al 16 de agosto | 9 al 16 de agosto |  |                   | 23 y 30 de agosto | 23 y 30 de agosto | 23 y 30 de agosto | 23 y 30 de agosto | 23 y 30 de agosto |  |
|  |                          |                          |                          |                          |                          |   |                  |                            |                            |                            |                            |                            |  |             |                   |                   |                   |                   |                   |  |                   |                   |                   |                   |                   |                   |  |
|  |                          |                          |                          |                          |                          |   |                  |                            |                            |                            |                            |                            |  |             |                   |                   |                   |                   |                   |  |                   |                   |                   |                   |                   |                   |  |
|  | CV                       | Vélez Sarsfield          | 3                        | 2                        | 5                        |   |                  |                            |                            |                            |                            |                            |  |             |                   |                   |                   |                   |                   |  |                   |                   |                   |                   |                   |                   |  |
|  | CV                       | Vélez Sarsfield          | 3                        | 2                        | 5                        |   |                  |                            |                            |                            |                            |                            |  |             |                   |                   |                   |                   |                   |  |                   |                   |                   |                   |                   |                   |  |
|  | G1 3                     | Independiente            | 0                        | 2                        | 2                        |   |                  |                            |                            |                            |                            |                            |  |             |                   |                   |                   |                   |                   |  |                   |                   |                   |                   |                   |                   |  |
|  | G1 3                     | Independiente            | 0                        | 2                        | 2                        |   | Vélez Sarsfield  | Vélez Sarsfield            | 1                          | 0                          | 1 (3)                      |                            |  |             |                   |                   |                   |                   |                   |  |                   |                   |                   |                   |                   |                   |  |
|  |                          |                          |                          |                          |                          |   | Vélez Sarsfield  | Vélez Sarsfield            | 1                          | 0                          | 1 (3)                      |                            |  |             |                   |                   |                   |                   |                   |  |                   |                   |                   |                   |                   |                   |  |
|  |                          |                          | River Plate (p.)         | River Plate (p.)         | 1                        | 0 | 1 (5)            |                            |                            |                            |                            |                            |  |             |                   |                   |                   |                   |                   |  |                   |                   |                   |                   |                   |                   |  |
|  | G1 1                     | River Plate              | River Plate (p.)         | River Plate (p.)         | 1                        | 0 | 1 (5)            | 1                          | 3                          | 4                          |                            |                            |  |             |                   |                   |                   |                   |                   |  |                   |                   |                   |                   |                   |                   |  |
|  | G1 1                     | River Plate              |                          |                          |                          |   |                  |                            |                            | 4                          |                            |                            |  |             |                   |                   |                   |                   |                   |  |                   |                   |                   |                   |                   |                   |  |
|  | G3 3                     | Universidad Católica     | 2                        | 1                        | 3                        |   |                  |                            |                            |                            |                            |                            |  |             |                   |                   |                   |                   |                   |  |                   |                   |                   |                   |                   |                   |  |
|  | G3 3                     | Universidad Católica     | 2                        | 1                        | 3                        |   |                  |                            |                            |                            |                            |                            |  | River Plate | River Plate       | 0                 | 1                 | 1 (7)             |                   |  |                   |                   |                   |                   |                   |                   |  |
|  |                          |                          |                          |                          |                          |   |                  |                            |                            |                            |                            |                            |  | River Plate | River Plate       | 0                 | 1                 | 1 (7)             |                   |  |                   |                   |                   |                   |                   |                   |  |
|  |                          |                          | Atlético Nacional (p.)   | Atlético Nacional (p.)   | 1                        | 0 | 1 (8)            |                            |                            |                            |                            |                            |  |             |                   |                   |                   |                   |                   |  |                   |                   |                   |                   |                   |                   |  |
|  | G3 1                     | Millonarios              | Atlético Nacional (p.)   | Atlético Nacional (p.)   | 1                        | 0 | 1 (8)            | 1                          | 2                          | 3                          |                            |                            |  |             |                   |                   |                   |                   |                   |  |                   |                   |                   |                   |                   |                   |  |
|  | G3 1                     | Millonarios              |                          |                          |                          |   |                  |                            |                            | 3                          |                            |                            |  |             |                   |                   |                   |                   |                   |  |                   |                   |                   |                   |                   |                   |  |
|  | G5 3                     | Alianza Lima             | 1                        | 0                        | 1                        |   |                  |                            |                            |                            |                            |                            |  |             |                   |                   |                   |                   |                   |  |                   |                   |                   |                   |                   |                   |  |
|  | G5 3                     | Alianza Lima             | 1                        | 0                        | 1                        |   | Millonarios      | Millonarios                | 1                          | 1                          | 2                          |                            |  |             |                   |                   |                   |                   |                   |  |                   |                   |                   |                   |                   |                   |  |
|  |                          |                          |                          |                          |                          |   | Millonarios      | Millonarios                | 1                          | 1                          | 2                          |                            |  |             |                   |                   |                   |                   |                   |  |                   |                   |                   |                   |                   |                   |  |
|  |                          |                          | Atlético Nacional        | Atlético Nacional        | 2                        | 1 | 3                |                            |                            |                            |                            |                            |  |             |                   |                   |                   |                   |                   |  |                   |                   |                   |                   |                   |                   |  |
|  | G1 2                     | Peñarol                  | Atlético Nacional        | Atlético Nacional        | 2                        | 1 | 3                | 1                          | 1                          | 2                          |                            |                            |  |             |                   |                   |                   |                   |                   |  |                   |                   |                   |                   |                   |                   |  |
|  | G1 2                     | Peñarol                  |                          |                          |                          |   |                  |                            |                            | 2                          |                            |                            |  |             |                   |                   |                   |                   |                   |  |                   |                   |                   |                   |                   |                   |  |
|  | G3 2                     | Atlético Nacional        | 3                        | 3                        | 6                        |   |                  |                            |                            |                            |                            |                            |  |             |                   |                   |                   |                   |                   |  |                   |                   |                   |                   |                   |                   |  |
|  | G3 2                     | Atlético Nacional        | 3                        | 3                        | 6                        |   |                  |                            |                            |                            |                            |                            |  |             |                   |                   |                   |                   |                   |  | Atlético Nacional | Atlético Nacional | 1                 | 1                 | 2                 |                   |  |
|  |                          |                          |                          |                          |                          |   |                  |                            |                            |                            |                            |                            |  |             |                   |                   |                   |                   |                   |  | Atlético Nacional | Atlético Nacional | 1                 | 1                 | 2                 |                   |  |
|  |                          |                          | Grêmio                   | Grêmio                   | 3                        | 1 | 4                |                            |                            |                            |                            |                            |  |             |                   |                   |                   |                   |                   |  |                   |                   |                   |                   |                   |                   |  |
|  | G4 1                     | Palmeiras                | Grêmio                   | Grêmio                   | 3                        | 1 | 4                | 0                          | 3                          | 3                          |                            |                            |  |             |                   |                   |                   |                   |                   |  |                   |                   |                   |                   |                   |                   |  |
|  | G4 1                     | Palmeiras                |                          |                          |                          |   |                  |                            |                            | 3                          |                            |                            |  |             |                   |                   |                   |                   |                   |  |                   |                   |                   |                   |                   |                   |  |
|  | G5 2                     | Bolívar                  | 1                        | 0                        | 1                        |   |                  |                            |                            |                            |                            |                            |  |             |                   |                   |                   |                   |                   |  |                   |                   |                   |                   |                   |                   |  |
|  | G5 2                     | Bolívar                  | 1                        | 0                        | 1                        |   | Palmeiras        | Palmeiras                  | 0                          | 5                          | 5                          |                            |  |             |                   |                   |                   |                   |                   |  |                   |                   |                   |                   |                   |                   |  |
|  |                          |                          |                          |                          |                          |   | Palmeiras        | Palmeiras                  | 0                          | 5                          | 5                          |                            |  |             |                   |                   |                   |                   |                   |  |                   |                   |                   |                   |                   |                   |  |
|  |                          |                          | Grêmio                   | Grêmio                   | 5                        | 1 | 6                |                            |                            |                            |                            |                            |  |             |                   |                   |                   |                   |                   |  |                   |                   |                   |                   |                   |                   |  |
|  | G4 2                     | Grêmio                   | Grêmio                   | Grêmio                   | 5                        | 1 | 6                | 3                          | 2                          | 5                          |                            |                            |  |             |                   |                   |                   |                   |                   |  |                   |                   |                   |                   |                   |                   |  |
|  | G4 2                     | Grêmio                   |                          |                          |                          |   |                  |                            |                            | 5                          |                            |                            |  |             |                   |                   |                   |                   |                   |  |                   |                   |                   |                   |                   |                   |  |
|  | G2 2                     | Olimpia                  | 0                        | 0                        | 0                        |   |                  |                            |                            |                            |                            |                            |  |             |                   |                   |                   |                   |                   |  |                   |                   |                   |                   |                   |                   |  |
|  | G2 2                     | Olimpia                  | 0                        | 0                        | 0                        |   |                  |                            |                            |                            |                            |                            |  | Grêmio      | Grêmio            | 0                 | 2                 | 2                 |                   |  |                   |                   |                   |                   |                   |                   |  |
|  |                          |                          |                          |                          |                          |   |                  |                            |                            |                            |                            |                            |  | Grêmio      | Grêmio            | 0                 | 2                 | 2                 |                   |  |                   |                   |                   |                   |                   |                   |  |
|  |                          |                          | Emelec                   | Emelec                   | 0                        | 0 | 0                |                            |                            |                            |                            |                            |  |             |                   |                   |                   |                   |                   |  |                   |                   |                   |                   |                   |                   |  |
|  | G5 1                     | Sporting Cristal         | Emelec                   | Emelec                   | 0                        | 0 | 0                | 2                          | 6                          | 8                          |                            |                            |  |             |                   |                   |                   |                   |                   |  |                   |                   |                   |                   |                   |                   |  |
|  | G5 1                     | Sporting Cristal         |                          |                          |                          |   |                  |                            |                            | 8                          |                            |                            |  |             |                   |                   |                   |                   |                   |  |                   |                   |                   |                   |                   |                   |  |
|  | G2 3                     | Caracas                  | 2                        | 3                        | 5                        |   |                  |                            |                            |                            |                            |                            |  |             |                   |                   |                   |                   |                   |  |                   |                   |                   |                   |                   |                   |  |
|  | G2 3                     | Caracas                  | 2                        | 3                        | 5                        |   | Sporting Cristal | Sporting Cristal           | 1                          | 1                          | 2                          |                            |  |             |                   |                   |                   |                   |                   |  |                   |                   |                   |                   |                   |                   |  |
|  |                          |                          |                          |                          |                          |   | Sporting Cristal | Sporting Cristal           | 1                          | 1                          | 2                          |                            |  |             |                   |                   |                   |                   |                   |  |                   |                   |                   |                   |                   |                   |  |
|  |                          |                          | Emelec                   | Emelec                   | 3                        | 1 | 4                |                            |                            |                            |                            |                            |  |             |                   |                   |                   |                   |                   |  |                   |                   |                   |                   |                   |                   |  |
|  | G2 1                     | Cerro Porteño            | Emelec                   | Emelec                   | 3                        | 1 | 4                | 0                          | 2                          | 2 (4)                      |                            |                            |  |             |                   |                   |                   |                   |                   |  |                   |                   |                   |                   |                   |                   |  |
|  | G2 1                     | Cerro Porteño            |                          |                          |                          |   |                  |                            |                            | 2 (4)                      |                            |                            |  |             |                   |                   |                   |                   |                   |  |                   |                   |                   |                   |                   |                   |  |
|  | G4 3                     | Emelec (p.)              | 2                        | 0                        | 2 (5)                    |   |                  |                            |                            |                            |                            |                            |  |             |                   |                   |                   |                   |                   |  |                   |                   |                   |                   |                   |                   |  |
|  | G4 3                     | Emelec (p.)              | 2                        | 0                        | 2 (5)                    |   |                  |                            |                            |                            |                            |                            |  |             |                   |                   |                   |                   |                   |  |                   |                   |                   |                   |                   |                   |  |
|  |                          |                          |                          |                          |                          |   |                  |                            |                            |                            |                            |                            |  |             |                   |                   |                   |                   |                   |  |                   |                   |                   |                   |                   |                   |  |

- Nota: En cada llave, el equipo que ocupa la primera línea es el que definió la serie como local.
- Nota 2: En las llaves de octavos de final, a cada equipo se le indica "Gx p", donde p es la posición final que ocupó en el grupo x de la fase de grupos.

### Octavos de final
| 26 de abril de 1995 | Independiente | 0:3 (0:1) | Vélez Sarsfield                | Estadio La Doble Visera, Avellaneda                          |                                                              |
|                     |               |           | Flores 45', 50' · Bassedas 56' | Asistencia: 30 012 espectadores Árbitro(s): Horacio Elizondo | Asistencia: 30 012 espectadores Árbitro(s): Horacio Elizondo |

| 3 de mayo de 1995 | Vélez Sarsfield         | 2:2 (2:1) | Independiente             | Estadio José Amalfitani, Buenos Aires                    |                                                          |
|                   | Sánchez 6' · Flores 36' |           | Mazzoni 21' · Rotchen 60' | Asistencia: 32 091 espectadores Árbitro(s): Luis Oliveto | Asistencia: 32 091 espectadores Árbitro(s): Luis Oliveto |

| 27 de abril de 1995 | Universidad Católica    | 2:1 (1:0) | River Plate  | Estadio San Carlos de Apoquindo, Santiago               |                                                         |
|                     | Acosta 41' · Lunari 88' |           | Gallardo 51' | Asistencia: 12 841 espectadores Árbitro(s): Julio Matto | Asistencia: 12 841 espectadores Árbitro(s): Julio Matto |

| 3 de mayo de 1995 | River Plate                                | 3:1 (3:1) | Universidad Católica | Estadio Monumental, Buenos Aires                         |                                                          |
|                   | Berti 12' · Gallardo 26' · Francescoli 38' |           | Ardiman 24'          | Asistencia: 53 127 espectadores Árbitro(s): Jorge Nieves | Asistencia: 53 127 espectadores Árbitro(s): Jorge Nieves |

| 26 de abril de 1995 | Alianza Lima  | 1:1 (1:1) | Millonarios  | Estadio Alejandro Villanueva, Lima                           |                                                              |
|                     | Rodríguez 19' |           | Mosquera 42' | Asistencia: 28 912 espectadores Árbitro(s): Pablo Peña Durán | Asistencia: 28 912 espectadores Árbitro(s): Pablo Peña Durán |

| 3 de mayo de 1995 | Millonarios            | 2:0 (2:0) | Alianza Lima | Estadio El Campín, Bogotá                                 |                                                           |
|                   | Rendón 39' · López 41' |           |              | Asistencia: 30 931 espectadores Árbitro(s): Ángel Guevara | Asistencia: 30 931 espectadores Árbitro(s): Ángel Guevara |

| 26 de abril de 1995 | Atlético Nacional                | 3:1 (3:1) | Peñarol  | Estadio Atanasio Girardot, Medellín                            |                                                                |
|                     | García 6' · Aristizábal 18', 32' |           | Otero 8' | Asistencia: 38 129 espectadores Árbitro(s): Francisco Lamolina | Asistencia: 38 129 espectadores Árbitro(s): Francisco Lamolina |

| 3 de mayo de 1995 | Peñarol   | 1:3 (1:1) | Atlético Nacional                          | Estadio Centenario, Montevideo                               |                                                              |
|                   | Silva 27' |           | Aristizábal 12' · Gaviria 61' · Osorio 85' | Asistencia: 42 912 espectadores Árbitro(s): Cláudio Cerdeira | Asistencia: 42 912 espectadores Árbitro(s): Cláudio Cerdeira |

| 26 de abril de 1995 | Bolívar     | 1:0 (0:0) | Palmeiras | Estadio Hernando Siles, La Paz                                |                                                               |
|                     | Mercado 48' |           |           | Asistencia: 30 519 espectadores Árbitro(s): Epifanio González | Asistencia: 30 519 espectadores Árbitro(s): Epifanio González |

| 3 de mayo de 1995 | Palmeiras                   | 3:0 (1:0) | Bolívar | Estadio Parque Antártica, São Paulo                             |                                                                 |
|                   | Costa 1', 90' · Rivaldo 55' |           |         | Asistencia: 24 123 espectadores Árbitro(s): Eduardo Dluzniewski | Asistencia: 24 123 espectadores Árbitro(s): Eduardo Dluzniewski |

| 25 de abril de 1995 | Olimpia | 0:3 (0:1) | Grêmio                             | Estadio Defensores del Chaco, Asunción                             |                                                                    |
|                     |         |           | Dinho 28' · Jardel 56' · Nunes 63' | Asistencia: 34 955 espectadores Árbitro(s): Alberto Tejada Noriega | Asistencia: 34 955 espectadores Árbitro(s): Alberto Tejada Noriega |

| 3 de mayo de 1995 | Grêmio                   | 2:0 (1:0) | Olimpia | Estadio Olímpico Monumental, Porto Alegre                    |                                                              |
|                   | Jardel 17' · Batista 55' |           |         | Asistencia: 42 913 espectadores Árbitro(s): Horacio Elizondo | Asistencia: 42 913 espectadores Árbitro(s): Horacio Elizondo |

| 26 de abril de 1995 | Caracas                        | 2:2 (1:1) | Sporting Cristal                | Estadio Brígido Iriarte, Caracas                              |                                                               |
|                     | González 12' (pen.) · Díaz 90' |           | Solano 10' (pen.) · Julinho 59' | Asistencia: 9 012 espectadores Árbitro(s): José Torres Cadena | Asistencia: 9 012 espectadores Árbitro(s): José Torres Cadena |

| 4 de mayo de 1995 | Sporting Cristal                                                      | 6:3 (1:2) | Caracas                    | Estadio Nacional, Lima                                          |                                                                 |
|                   | Maestri 10' · Julinho 48', 60' · Solano 56' · Soto 71' · Palacios 76' |           | Salisú 12', 79' · Díaz 29' | Asistencia: 31 123 espectadores Árbitro(s): Salvador Imperatore | Asistencia: 31 123 espectadores Árbitro(s): Salvador Imperatore |

| 26 de abril de 1995 | Emelec                    | 2:0 (0:0) | Cerro Porteño | Estadio Modelo, Guayaquil                                 |                                                           |
|                     | Verduga 57' · Hurtado 63' |           |               | Asistencia: 21 912 espectadores Árbitro(s): Carlos Robles | Asistencia: 21 912 espectadores Árbitro(s): Carlos Robles |

| 3 de mayo de 1995 | Cerro Porteño                                        | 2:0 (1:0) (4:5 p.)         | Emelec                                   | Estadio General Pablo Rojas, Asunción                         |                                                               |
|                   | Villamayor 28' · Ferreira 55'                        |                            |                                          | Asistencia: 32 912 espectadores Árbitro(s): João Paulo Araújo | Asistencia: 32 912 espectadores Árbitro(s): João Paulo Araújo |
|                   |                                                      | Tiros desde el punto penal |                                          |                                                               |                                                               |
|                   | Villamayor · Torales · Delvalle · Gamarra · Ferreira |                            | Vidal · Ron · Poroso · Fajardo · Hurtado |                                                               |                                                               |

### Cuartos de final
| 26 de julio de 1995 | River Plate | 1:1 (0:1) | Vélez Sarsfield | Estadio Monumental, Buenos Aires                             |                                                              |
|                     | Amato 85'   |           | Zandoná 12'     | Asistencia: 60 012 espectadores Árbitro(s): Javier Castrilli | Asistencia: 60 012 espectadores Árbitro(s): Javier Castrilli |

| 2 de agosto de 1995 | Vélez Sarsfield                        | 0:0 (3:5 p.)               | River Plate                               | Estadio José Amalfitani, Buenos Aires                          |  |
|                     |                                        |                            |                                           | Asistencia: 31 948 espectadores Árbitro(s): Francisco Lamolina |  |
|                     |                                        | Tiros desde el punto penal |                                           |                                                                |  |
|                     | Trotta · Chilavert · Zandoná · Herrera |                            | Gallardo · Díaz · Ortega · Amato · Cedrés |                                                                |  |

| 26 de julio de 1995 | Atlético Nacional           | 2:1 (1:0) | Millonarios | Estadio Atanasio Girardot, Medellín                       |                                                           |
|                     | Arango 7' · Aristizábal 77' |           | Iguarán 88' | Asistencia: 42 128 espectadores Árbitro(s): Ángel Guevara | Asistencia: 42 128 espectadores Árbitro(s): Ángel Guevara |

| 2 de agosto de 1995 | Millonarios | 1:1 (1:1) | Atlético Nacional | Estadio El Campín, Bogotá                                     |                                                               |
|                     | León 38'    |           | Serna 36' (pen.)  | Asistencia: 54 881 espectadores Árbitro(s): Fernando Chappell | Asistencia: 54 881 espectadores Árbitro(s): Fernando Chappell |

| 26 de julio de 1995 | Grêmio                                          | 5:0 (2:0) | Palmeiras | Estadio Olímpico Monumental, Porto Alegre                    |                                                              |
|                     | Arce 42' · Arílson 45+7' · Jardel 48', 64', 81' |           |           | Asistencia: 48 145 espectadores Árbitro(s): Cláudio Cerdeira | Asistencia: 48 145 espectadores Árbitro(s): Cláudio Cerdeira |

| 2 de agosto de 1995 | Palmeiras                                                           | 5:1 (2:1) | Grêmio     | Estadio Parque Antártica, São Paulo                         |                                                             |
|                     | Cafú 29', 84' · Amaral 38' · Paulo Isidoro 58' · Mancuso 69' (pen.) |           | Jardel 16' | Asistencia: 28 159 espectadores Árbitro(s): Antônio Pereira | Asistencia: 28 159 espectadores Árbitro(s): Antônio Pereira |

| 26 de julio de 1995 | Emelec                       | 3:1 (2:1) | Sporting Cristal | Estadio Monumental, Guayaquil                               |                                                             |
|                     | Hurtado 21', 53' · Vidal 36' |           | Asteggiano 10'   | Asistencia: 37 123 espectadores Árbitro(s): Wilson de Souza | Asistencia: 37 123 espectadores Árbitro(s): Wilson de Souza |

| 2 de agosto de 1995 | Sporting Cristal | 1:1 (0:1) | Emelec     | Estadio Nacional, Lima                                   |                                                          |
|                     | Pinillos 78'     |           | Tenorio 9' | Asistencia: 38 991 espectadores Árbitro(s): Jorge Nieves | Asistencia: 38 991 espectadores Árbitro(s): Jorge Nieves |

### Semifinales
| 9 de agosto de 1995 | Atlético Nacional | 1:0 (0:0) | River Plate | Estadio Atanasio Girardot, Medellín                             |                                                                 |
|                     | Higuita 51'       |           |             | Asistencia: 52 851 espectadores Árbitro(s): Salvador Imperatore | Asistencia: 52 851 espectadores Árbitro(s): Salvador Imperatore |

| 16 de agosto de 1995 | River Plate                                                           | 1:0 (0:0) (7:8 p.)         | Atlético Nacional                                                         | Estadio Monumental, Buenos Aires                         |                                                          |
|                      | Amato 48'                                                             |                            |                                                                           | Asistencia: 62 051 espectadores Árbitro(s): Jorge Nieves | Asistencia: 62 051 espectadores Árbitro(s): Jorge Nieves |
|                      |                                                                       | Tiros desde el punto penal |                                                                           |                                                          |                                                          |
|                      | Gallardo · Díaz · Ortega · Amato · Cedrés · Ayala · Astrada · Almeyda |                            | Higuita · Pabón · Gutiérrez · Mosquera · Serna · García · Santa · Foronda |                                                          |                                                          |

| 9 de agosto de 1995 | Emelec | 0:0 | Grêmio | Estadio Modelo, Guayaquil                              |  |
|                     |        |     |        | Asistencia: 29 124 espectadores Árbitro(s): Óscar Ruiz |  |

| 16 de agosto de 1995 | Grêmio                 | 2:0 (2:0) | Emelec | Estadio Olímpico Monumental, Porto Alegre                 |                                                           |
|                      | Nunes 30' · Jardel 41' |           |        | Asistencia: 48 912 espectadores Árbitro(s): Félix Benegas | Asistencia: 48 912 espectadores Árbitro(s): Félix Benegas |

### Final
| Ida; 23 de agosto de 1995 | Grêmio                                        | 3:1 (2:0) | Atlético Nacional | Estadio Olímpico Monumental, Porto Alegre                 |                                                           |
|                           | Marulanda 35' (a.g.) · Jardel 43' · Nunes 55' | Reporte   | Ángel 72'         | Asistencia: 54 257 espectadores Árbitro(s): Alfredo Rodas | Asistencia: 54 257 espectadores Árbitro(s): Alfredo Rodas |

| Vuelta; 30 de agosto de 1995 | Atlético Nacional | 1:1 (1:0) | Grêmio           | Estadio Atanasio Girardot, Medellín                             |                                                                 |
|                              | Aristizábal 12'   |           | Dinho 85' (pen.) | Asistencia: 48 965 espectadores Árbitro(s): Salvador Imperatore | Asistencia: 48 965 espectadores Árbitro(s): Salvador Imperatore |

|                           |
| Bandera de Brasil         |
| Campeón Grêmio 2.º título |

## Estadísticas

### Goleadores
| Jugador                 | Club                 | Goles |
| ----------------------- | -------------------- | ----- |
| Mário Jardel            | Grêmio               | 12    |
| Alberto Acosta          | Universidad Católica | 7     |
| Víctor Hugo Aristizábal | Atlético Nacional    | 7     |
| Richart Báez            | Olimpia              | 7     |
| Roberto Palacios        | Sporting Cristal     | 7     |
| Gerson Díaz             | Caracas              | 6     |
| Ibrahim Salisú          | Caracas              | 6     |

## Tabla General
| Equipo | Equipo               | Pts | PJ | PG | PE | PP | GF | GC | Dif |
| ------ | -------------------- | --- | -- | -- | -- | -- | -- | -- | --- |
| 1      | Grêmio               | 28  | 14 | 8  | 4  | 2  | 28 | 14 | +14 |
| 2      | Atlético Nacional    | 23  | 14 | 6  | 5  | 3  | 17 | 13 | +4  |
| 3      | River Plate          | 20  | 12 | 5  | 5  | 2  | 17 | 13 | +9  |
| 4      | Emelec               | 13  | 12 | 3  | 4  | 5  | 14 | 18 | –6  |
| 5      | Palmeiras            | 19  | 10 | 6  | 1  | 3  | 23 | 12 | +11 |
| 6      | Millonarios          | 18  | 10 | 5  | 3  | 2  | 16 | 12 | +4  |
| 7      | Sporting Cristal     | 17  | 10 | 4  | 5  | 1  | 25 | 13 | +12 |
| 8      | Vélez Sarsfield      | 6   | 4  | 1  | 3  | 0  | 6  | 3  | +3  |
| 9      | Cerro Porteño        | 17  | 8  | 5  | 2  | 1  | 18 | 8  | +10 |
| 10     | Universidad Católica | 13  | 9  | 3  | 1  | 4  | 17 | 19 | –2  |
| 11     | Olimpia              | 12  | 8  | 3  | 3  | 2  | 16 | 12 | +4  |
| 12     | Bolívar              | 12  | 8  | 3  | 3  | 2  | 9  | 8  | +1  |
| 13     | Peñarol              | 9   | 8  | 2  | 3  | 3  | 11 | 13 | –2  |
| 14     | Independiente        | 8   | 8  | 2  | 2  | 4  | 7  | 12 | –5  |
| 15     | Caracas              | 7   | 8  | 2  | 1  | 5  | 13 | 26 | –13 |
| 16     | Alianza Lima         | 6   | 8  | 1  | 3  | 4  | 11 | 14 | –3  |
| 17     | Universidad de Chile | 7   | 7  | 2  | 1  | 4  | 8  | 11 | –3  |
| 18     | Jorge Wilstermann    | 5   | 6  | 1  | 2  | 3  | 6  | 19 | –13 |
| 19     | Cerro                | 4   | 6  | 1  | 1  | 4  | 5  | 13 | –8  |
| 20     | El Nacional          | 4   | 6  | 1  | 1  | 4  | 3  | 14 | –11 |
| 21     | Trujillanos          | 1   | 6  | 0  | 1  | 5  | 8  | 17 | –9  |